# سانكرانتي ماغي
```
مهرجان 
نيبالي
 يتم الاحتفال به في حوالي 14 يناير من كل سنة. يمثل الاحتفال كنهاية 
للانقلاب شتوي
 بوس. يشبه مهرجان سانكرانتي ماغي مهرجانات 
الانقلابات الشمسية
 في تقاليد الديانات الأخرى. 
[
1
]
```

```
يتم توزيع الأطعمة الاحتفالية مثل اللدو والسمن والبطاطا الحلوة. تتمنى أم كل أسرة صحة جيدة لجميع أفراد الأسرة. 
[
2
]
```